# Selos postais e história postal de Abu Dhabi

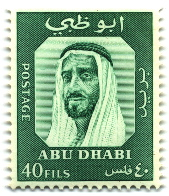
Xeique Zayed, 1967

Abu Dhabi, agora parte dos Emirados Árabes Unidos, foi anteriormente o maior dos sete xarifados que constituía os Estados da Trégua na Costa dos Piratas, situado no leste da Arábia, entre Omã e Catar. Os Estados da Trégua como um todo tinham uma área de aproximadamente 83.000 km2, sendo que apenas Abu Dhabi tinha 67.000 km2. A capital era a cidade de Abu Dhabi, que se situava em uma ilha no litoral, sendo estabelecida em 1761.

## História
O nome Estados da Trégua surgiu a partir de tratado estabelecido com a Grã-Bretanha em 1820, que assegurou uma condição de paz na região e a supressão da pirataria e escravidão. O tratado expirou em 31 de dezembro de 1966. A decisão de formar os EAU foi tomada em 18 de julho de 1971 e a federação foi fundada em 1º de agosto de 1972, embora os selos postais inaugurais dos EAU não tenham sido emitidos até 1º de janeiro de 1973.

## Serviços postais
Em dezembro de 1960, selos postais das agências britânicas dos correios situadas no leste da Arábia foram fornecidos a operários na Ilha Das, porém o correio era administrado por meio da agência localizada no Barém. As cartas eram, ainda, seladas no Barém a fim de que não houvesse qualquer indicação clara de que as mesmas eram provenientes da Ilha Das.

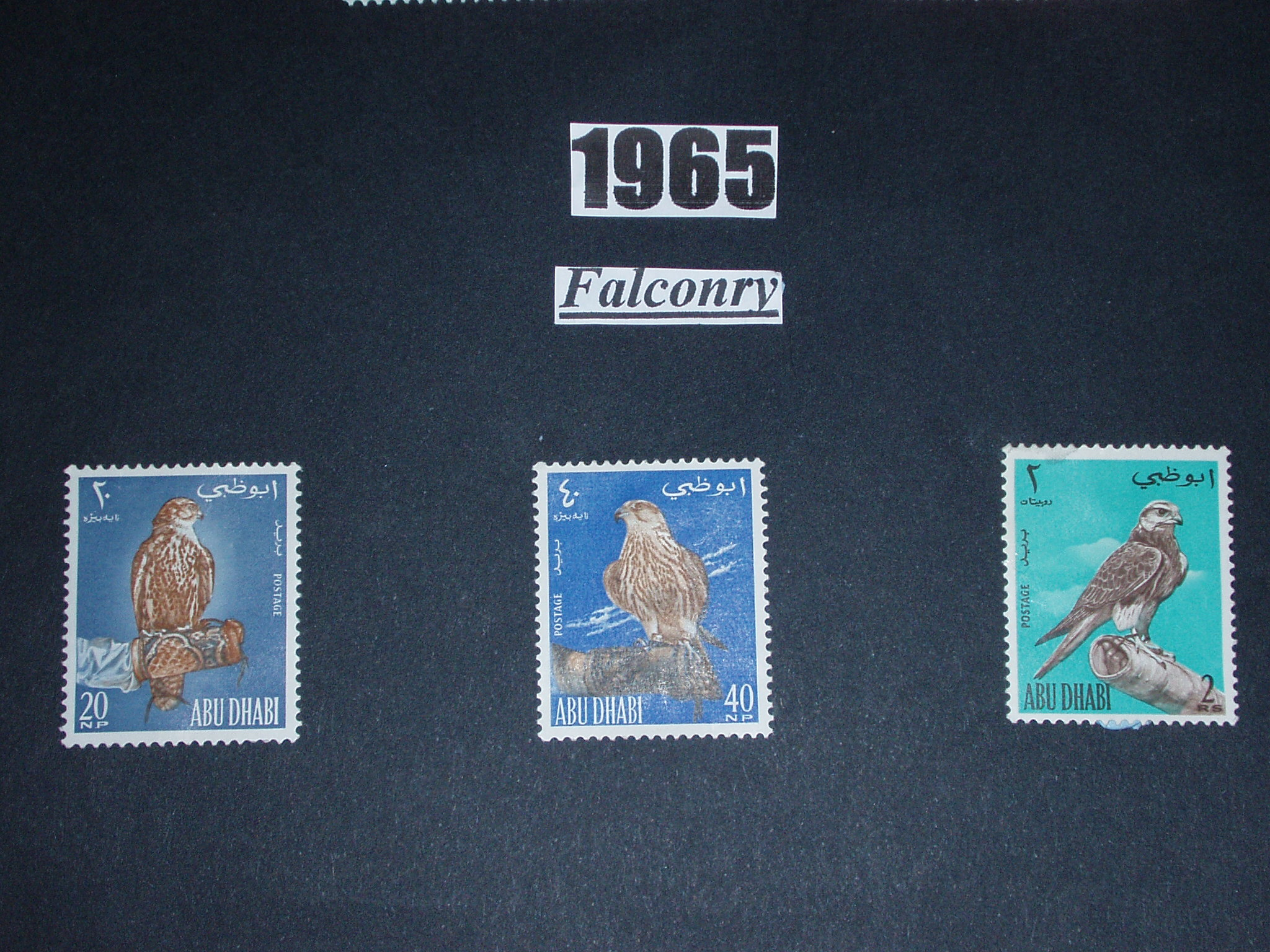
Selos retratando a falcoaria, 1965.

Em 30 de março de 1963, uma agência britânica foi aberta em Abu Dhabi e emitiu os selos postais após a recusa do xeique em usar as emissões base dos Estados da Trégua. O correio da Ilha Das continuou a ser administrado pelo Barém, contudo sendo, naquele momento, cancelado por um selo dos Estados de Trégua de Abu Dhabi.  
Os primeiros selos de Abu Dhabi foram uma emissão base de 30 de março de 1964 que retratava o xeique Shakhbout bin Zayed al Nahayan. Havia onze valores sob a moeda indiana, fazendo com que 100 paisas equivalessem a 1 rupia. A faixa de valores era de 5 a 10 rupias.  
Mesmo com a introdução dessas emissões base, os selos da agência britânica permaneceram válidos tanto em Abu Dhabi como na Ilha Das até o final do ano de 1966, quando foram retirados de circulação. 

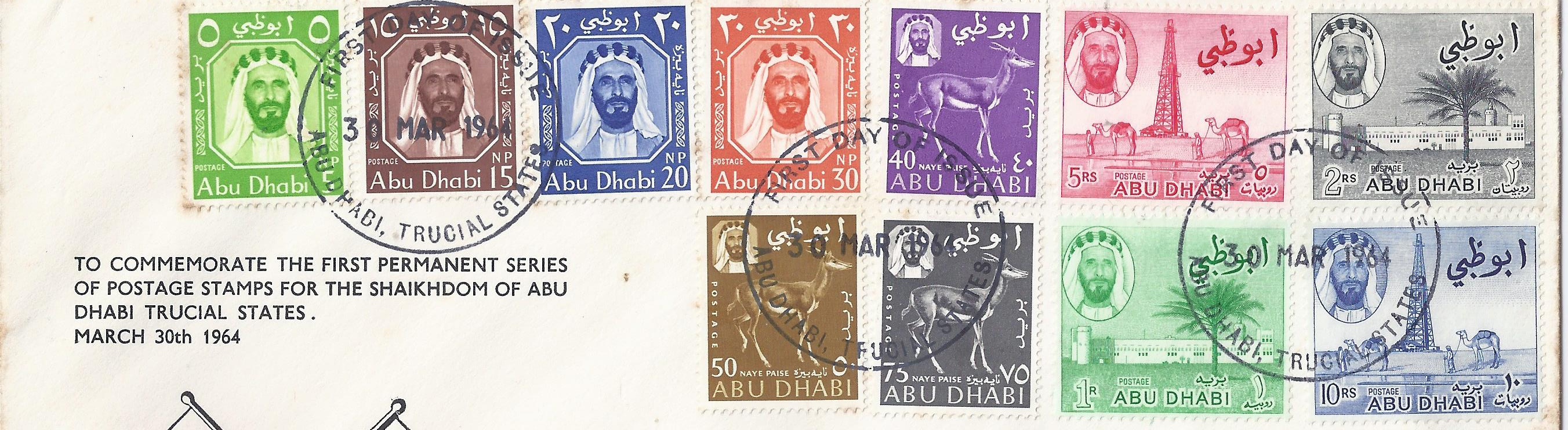
Os primeiros selos de Abu Dhabi emitidos em 1964 trazendo o regente daquela época, xeique Shakhbout bin Zayed al Nahayan.

Uma agência postal foi aberta na Ilha Das em 6 de janeiro de 1966 e este fato pôs fim ao serviço realizado pelo Barém. O correio da Ilha Das era, então, administrado por Abu Dhabi.
Quando o tratado com a Grã-Bretanha terminou no final de 1966, Abu Dhabi introduziu uma nova moeda em que 1000 fils equivaliam a 1 dinar, e encarregou-se de sua própria administração postal, incluindo-se a agência da Ilha Das. As primeiras emissões estavam sujeitas a sobretaxas nesta moeda e a substituição das emissões base foi lançada retratando o novo regente, o xeique Zayed bin Sultan al Nahayan. As emissões continuaram até a introdução dos selos dos EAU em 1973. 
No total, Abu Dhabi emitiu 95 selos de 1964 a 1972, sendo o conjunto final composto por três diferentes perspectivas da Cúpula da Rocha em Jerusalém.